# Február 11.
Február 11. az év 42. napja a Gergely-naptár szerint. Az évből még 323 (szökőévekben 324) nap van hátra.
Névnapok: Bertold, Marietta + Adolf, Bozsena, Dezsér, Dezsider, Dezső, Elek, Manyi, Maréza, Mari, Mária, Mariella, Marinka, Marion, Marióra, Mariska, Paszkál, Paszkália, Teodolinda, Teodóra, Titánia, Titanilla, Tittína

## Események

### Politikai események
- 1437 – Cillei Borbálát, Luxemburgi Zsigmond császár és király második feleségét Prágában cseh királynévá koronázzák.
- 1658 – X. Károly Gusztáv svéd király elfoglalja Sjælland szigetét, ezzel fenyegetve Koppenhágát.
- 1873 – I. Amadé spanyol király elhagyja az országot, a Cortés kikiáltja a köztársaságot.
- 1917 – Zauditu etióp császárnőt Addisz Abebában Etiópia császárává koronázzák.
- 1929 – Aláírják a lateráni egyezményt, amely biztosítja a Vatikán szuverenitását.
- 1945 – Megkezdődik a magyar és német katonák kitörési kísérlete a körülzárt Budáról.
- 1971 – A nagyhatalmak aláírják a tengerfenék atommentesítését célzó szerződést.
- 1977 – Mengisztu Hailé Mariam lesz az etiópiai vezető.
- 1990 – Kiszabadul 27 évi fogságából Nelson Mandela, dél-afrikai fekete aktivista (később Nobel-békedíjas, dél-afrikai elnök).
- 2007 – Választás Türkmenisztánban. Először szavaznak az elnökről.
- 2008 – Sikertelen katonai hatalomátvétel Kelet-Timorban; a zendülők megtámadják Xanana Gusmão miniszterelnököt, a Nobel-békedíjas José Ramos-Horta államfőt pedig – otthona előtt – hasba lövik, s egy ausztráliai kórházba szállítják.
- 2011 – Az Egyiptomban zajló tüntetések eredményeképpen Hoszni Mubárak egyiptomi elnök lemond.
- 2013 – XVI. Benedek pápa bejelenti lemondását.
- 2024 – Az elnökválasztás második fordulója Finnországban. (Az ország korábbi miniszterelnöke, a jobbközép Nemzeti Koalíció Pártjának jelöltje, Alexander Stubb nyerti a második fordulót, a szavazatok több mint 51%-ával, míg liberális zöldpárti ellenfelére, Pekka Haavistóra a résztvevők 48,4%-a szavazott.)[1]

### Tudományos és gazdasági események
- 1893 – Csonka János és Bánki Donát szabadalmaztatják porlasztójukat (Bánki-Csonka-féle karburátor).
- 1970 – Japán Osumi nevű műholdjának saját rakétával történt fellövésével a negyedik űrhatalommá válik.
- 2016 – Bejelentik, hogy a LIGO gravitációs hullámokat megfigyelő obszervatórium mindkét detektora gravitációs hullámokat észlelt.[2]

### Kulturális események

#### Irodalmi, színházi és filmes események
- 1977 – Megnyílik Budapesten az Ady Emlékmúzeum.

#### Zenei események
- 1942 – Az RCA átadja Glenn Millernek a legelső aranylemezt a Chattanooga Choo Choo 1 200 000. példánya után.
- 1945 – Megtartják a Budapest ostroma utáni első előadást (Kodály: Missa Brevis-e) a Magyar Állami Operaházban, az épület földszinti alsó ruhatárában.

### Sportesemények
- 1973 –  Formula–1-es brazil nagydíj, Interlagos - Győztes: Emerson Fittipaldi  (Lotus Ford)

### Egyéb események
- 1929 – Ekkor mérik Budapesten az eddigi legalacsonyabb léghőmérsékletet (–23,4 °C volt a II. kerületben).[3]
- 1966 – Először repül át Malév gép az Egyenlítőn.
- 1998 – Budapesten a nyílt utcán agyonlövik Fenyő János médiavállalkozót, a Vico Kft. tulajdonosát.
- 2008 – Esztergom-Kertvárosban egy 53 éves, Boros Miklós nevű férfi agyonlőtte Borbély Zoltán rendőr zászlóst.

## Születések
- 1261 – Wittelsbach Ottó magyar király, Alsó-Bajorország hercege († 1312)
- 1380 – Gianfrancesco Poggio Bracciolini olasz író († 1459)
- 1657 – Bernard le Bovier de Fontenelle francia filozófus, író, tudománynépszerűsítő († 1757)
- 1764 – Haberle Károly Konstantin Keresztély magyar botanikus, egyetemi tanár († 1832)
- 1800 – William Henry Fox Talbot angol természettudós, régész († 1877)
- 1811 – Gróf Teleki László magyar politikus, író, a Határozati Párt vezetője, az MTA tagja († 1861)
- 1816 – Ernst Litfaß német nyomdász, könyvkiadó és üzletember († 1874)
- 1840 – Abafi Lajos irodalomtörténész, könyvkiadó, bibliográfus, lepkész († 1909)
- 1847 – Thomas Alva Edison amerikai feltaláló († 1931)
- 1884 – Györffy István magyar etnográfus, az MTA tagja († 1939)
- 1891 – Komját Aladár magyar költő († 1937)
- 1897 – Emil Leon Post lengyel-amerikai matematikus († 1954)
- 1898
  - Angyal László magyar építészmérnök, építészfelügyelő, országgyűlési képviselő († 1980)
  - Szilárd Leó magyar származású amerikai fizikus, biofizikus, atomtudós († 1964)
- 1900 – Ajtay Zoltán magyar bányamérnök († 1983)
- 1900 – Hans-Georg Gadamer német filozófus († 2002)
- 1909 – Báti László magyar irodalomtörténész, egyetemi tanár († 1978)
- 1909 – Joseph L. Mankiewicz amerikai író, Oscar-díjas filmrendező († 1993)
- 1911 – Bellák László magyar asztaliteniszező, világbajnok († 2006)
- 1921 – Bodor Tibor magyar színész († 2000)
- 1924 – Horváth József Kossuth-díjas magyar színész, a Katona József Színház örökös tagja († 2004)
- 1927 – Fekete Sándor magyar író, újságíró, irodalomtörténész († 2001)
- 1927 – Hadics László kétszeres Jászai Mari-díjas magyar színész, érdemes és kiváló művész († 1991)
- 1927 – Vámos Imre magyar író, újságíró († 1993)
- 1934 – John Surtees brit gyorsaságimotor- és autóversenyző (1964) († 2017)
- 1936 – Burt Reynolds Emmy-díjas amerikai színész († 2018)
- 1938 – Edith Mathis svájci opera-énekesnő
- 1941 – Sérgio Mendes brazil zenész († 2024)
- 1955 – Ágg Károly magyar fotóművész
- 1959 – Roberto Moreno brazil autóversenyző
- 1962 – Sheryl Crow amerikai blues énekes, gitáros, dalszerző, Grammy-díjas
- 1964 – Sarah Palin amerikai politikus, kormányzó
- 1969 – Jennifer Aniston amerikai színésznő
- 1973 – Nagy András magyar színész
- 1974 – Vadai Ágnes magyar politikus, országgyűlési képviselő
- 1977 – Mike Shinoda amerikai rapper, énekes, gitáros
- 1982 – Vastag Csaba magyar énekes
- 1983 – Rafael van der Vaart holland labdarúgó
- 1987 – Hullám Attila magyar labdarúgó
- 1989 – Alexander Büttner holland labdarúgó
- 1991 – Chii Lin Leung maláj úszónő
- 1992 – Taylor Lautner amerikai színész
- 1994 – Dominic Janes amerikai színész
- 1995 – Maciej Musiał lengyel színész és televíziós műsorvezető
- 1999 – Andrij Lunyin ukrán labdarúgó

## Halálozások
- 731 – II. Gergely pápa
- 824 – I. Paszkál pápa
- 1450 – Agnès Sorel (Sorel Ágnes) VII. Károly francia király hivatalos kegyencnője (* 1420 körül)
- 1650 – René Descartes francia filozófus, matematikus, természettudós, író (* 1596)
- 1848 – Thomas Cole amerikai tájképfestő (* 1801)
- 1868 – Léon Foucault francia fizikus (* 1819)
- 1892 – Chrenóczy-Nagy József magyar orvos, szülészmester, királyi tanácsos, az MTA levelező tagja (* 1818)
- 1939 – Franz Schmidt zeneszerző (* 1874)
- 1941 – Rudolf Hilferding orvos végzettségű osztrák marxista közgazdász, vezető szociáldemokrata teoretikus, politikus (* 1877)
- 1948 – Szergej Mihajlovics Eisenstein orosz filmrendező (* 1898)
- 1959 – Marshall Teague amerikai autóversenyző (* 1921)
- 1962 – Acsády Károly író, újságíró (* 1907)
- 1963 – Sylvia Plath amerikai költő, író, novellista (* 1932)
- 1977 – Fakhruddin Ali Ahmed India elnöke (* 1905)
- 1988 – Palócz Endre magyar vívó (* 1911)
- 1994 – Paul Feyerabend osztrák származású tudományfilozófus (* 1924)
- 2000 – Roger Vadim francia színházi és filmrendező, költő (* 1928)
- 2001 – Szende Bessy magyar színésznő (* 1919)
- 2005 – Kovács Dénes Kossuth-díjas magyar hegedűművész (* 1930)
- 2008 – Tom Lantos magyar származású amerikai demokrata párti politikus (* 1928)
- 2009 – Rail Rzajev altábornagy, az azeri légierő parancsnoka (* 1945)
- 2012 – Whitney Houston amerikai énekesnő (* 1963)
- 2015 – Cs. Erdős Tibor erdélyi magyar festőművész (* 1914)
- 2016 – Rudas Ferenc, magyar válogatott labdarúgó, edző, sportvezető (* 1921)
- 2024 – Gáspár Imre magyar karikaturista, grafikus, tervezőszerkesztő, tipográfus, szaktanár (* 1947)

## Ünnepek, emléknapok, világnapok
- Betegek világnapja. 1993-tól II. János Pál pápa kezdeményezésére ünneplik. Célja, hogy „Isten egész népe kellő figyelmet szenteljen a betegeknek, illetve segítse elő a szenvedés megértését.”
- A lourdes-i Szűz Mária ünnepe a katolikus egyházban
- Irán: Az iszlám forradalom győzelmének évfordulója
- Japán: Az államalapítás ünnepe (Kenkoku kinen-no-hi)